# Moussy-le-Neuf
Moussy-le-Neuf – miejscowość i gmina we Francji, w regionie Île-de-France, w departamencie Sekwana i Marna.
Według danych na rok 1990 gminę zamieszkiwało 2218 osób, a gęstość zaludnienia wynosiła 150 osób/km² (wśród 1287 gmin regionu Île-de-France Moussy-le-Neuf plasuje się na 464. miejscu pod względem liczby ludności, natomiast pod względem powierzchni na miejscu 174.).